# Szírt
A szirt (granofels) olyan metamorf kőzet, amely nem palás, nem gneiszes szerkezetű, és nincs benne ásvány lineáció, azaz semmilyen irányítottság nem figyelhető meg benne. Különféle erősségű metamorfózison keresztülment kőzetek lehetnek szirt megjelenésűek: például zöldkő (klorit-epidot szirt), amfibolit, eklogit fáciesűek (jadeit-kianit-talk) szirt.[forrás?]